# Sestra (geslacht)
Sestra is een geslacht van vlinders van de familie spanners (Geometridae), uit de onderfamilie Ennominae.

## Soorten
- S. flexata Walker, 1862
- S. humeraria Walker, 1861